# Le Malingre
Le Malingre är en ö i Franska Guyana (Frankrike). Den ligger i den nordöstra delen av landet, 9 km öster om huvudstaden Cayenne.
Terrängen på Le Malingre är varierad.